# Urbanistyka i architektura Warszawy

## Urbanistyka Warszawy

### Rozwój przestrzenny Warszawy w czasach historycznych

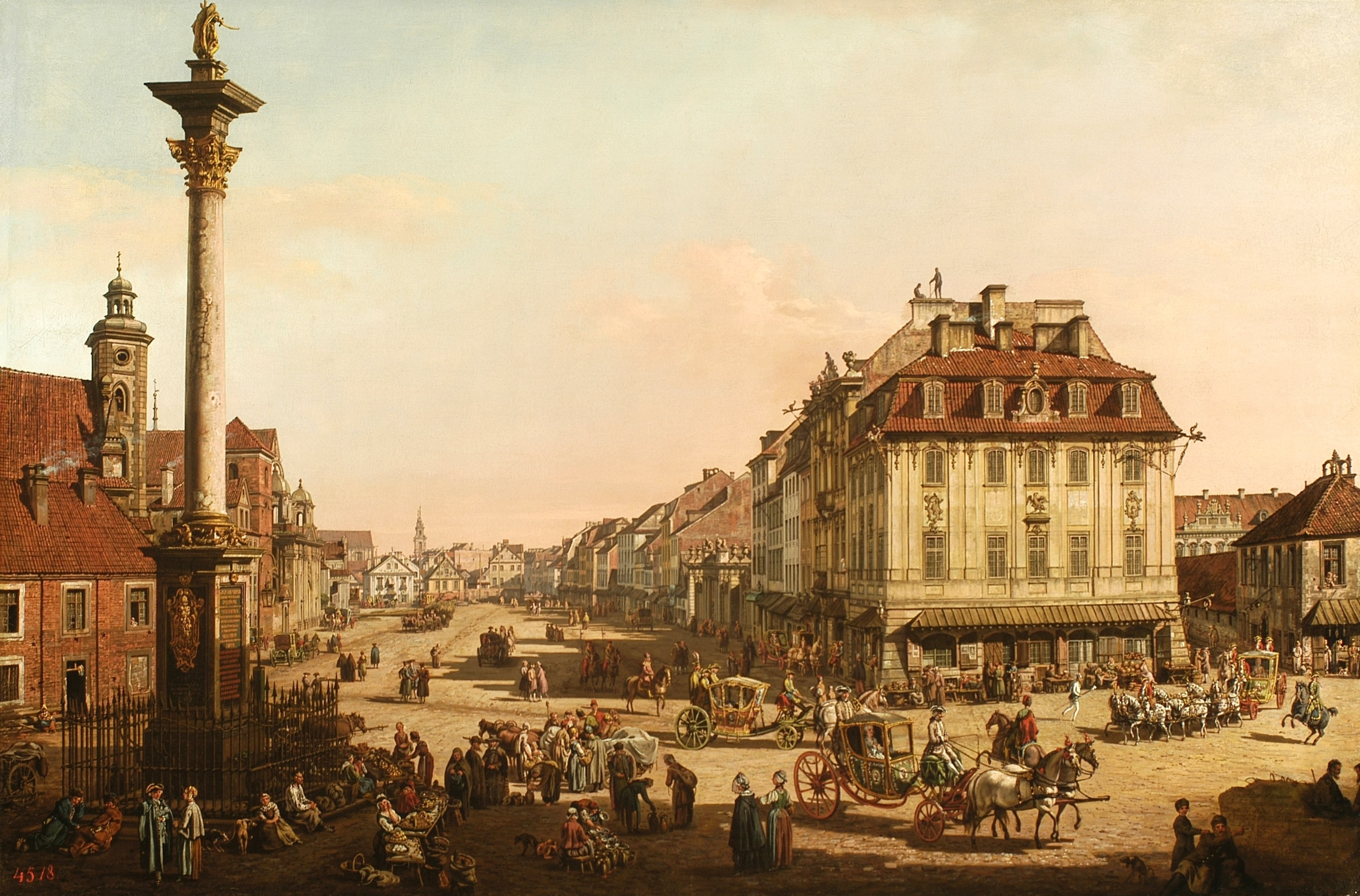
Początek Traktu Królewskiego na obrazie Canaletta

Na obszarze współczesnej Warszawy znajdowały się istniejące do XIII w. osady (Kamionek, Targowe) i grody (Bródno, Jazdów), które uległy zniszczeniom i nie pozostawiły trwałych śladów w przestrzeni miasta. Najstarszą dzielnicą Warszawy, której układ zachował się do dziś, jest rozplanowana ok. 1300 Stara Warszawa z regularną siecią ulic, wydzielającą bloki złożone z działek wielkości ok. 9 × 35 m. Położona jest na wysokiej skarpie (walory obronne), przy drodze z Czerska do Zakroczymia (Krakowskie Przedmieście, ul. Świętojańska, ul. Nowomiejska, ul. Freta), a jednocześnie w pobliżu dogodnej przeprawy przez Wisłę.
Na początku XV w. wytyczono Nową Warszawę, z luźniejszą zabudową, nieobjętą murami obronnymi.
W XVI w. Warszawa przejęła funkcje rezydencji króla i siedziby władz państwowych (Zamek Królewski). W sąsiedztwie, na przedmieściach powstawały w późniejszych latach liczne dwory szlacheckie i pałace magnatów, budowano klasztory i kościoły, wzniesiono królewski pałac przedmiejski (Pałac Kazimierzowski) i Zamek Ujazdowski. Łącząca je droga – obecny Trakt Królewski, stanowiła szczególnie atrakcyjne miejsce lokalizacji nowych pałaców i dworów. W XVII w. Krakowskie Przedmieście stało się reprezentacyjnym salonem Warszawy.
W latach 20. XVII w. z powodu zagrożenia najazdami tureckimi i zarazami usypano wały zygmuntowskie. Poza nimi powstawały prywatne miasteczka magnackie – jurydyki Warszawy, rozplanowane zwykle bez powiązania ulic z otoczeniem.

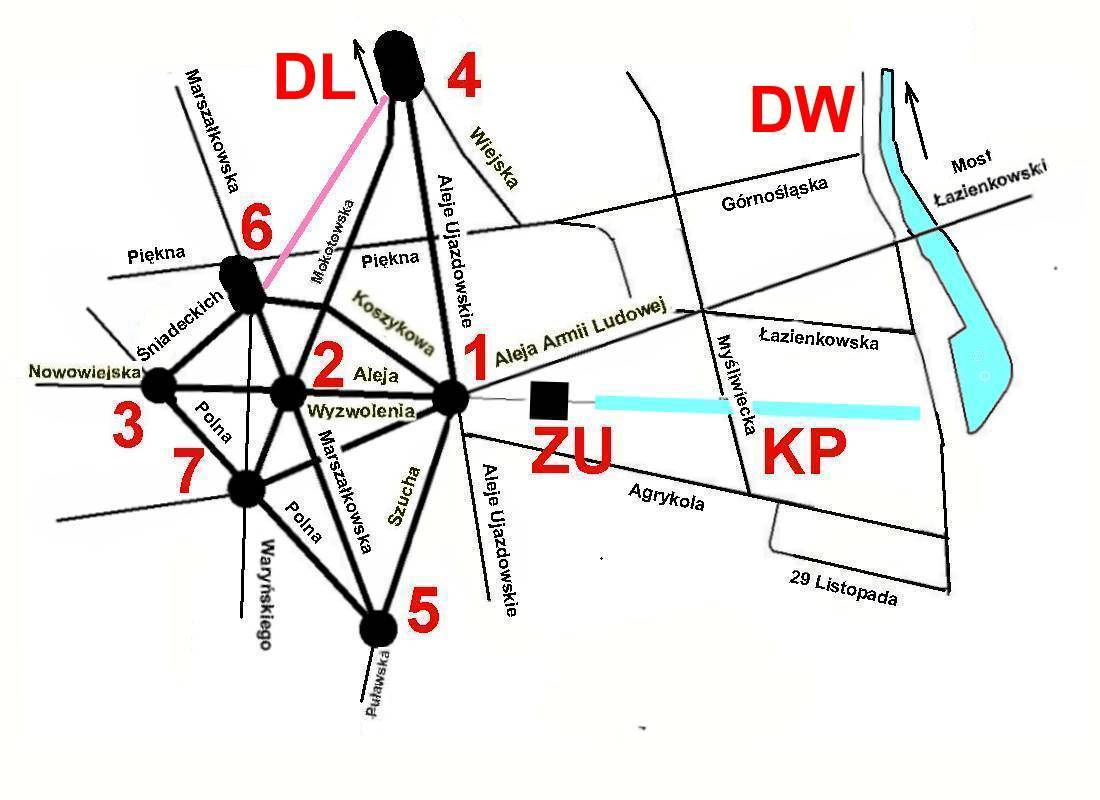
Oś Stanisławowska

W XVIII w. w czasach saskich zaplanowano i zrealizowano wielkie założenia przestrzenne: Oś Saską i Oś Stanisławowską. Pierwszą stanowiły: zespół pałacowy przy Krakowskim Przedmieściu, rozległy dziedziniec (późniejszy pl. Saski, obecnie pl. Piłsudskiego), rezydencja, ogród z osiową aleją, zamknięty Żelazną Bramą oraz pawilony koszar artylerii. Dzięki założeniu saskiemu powstały lub zostały uregulowane kolejne ulice, m.in. ul. Królewska, przy której marszałek wielki koronny Franciszek Bieliński założył jurydykę Bielino z rynkiem (obecny pl. Dąbrowskiego) i szeroką ul. Marszałkowską, od której poprowadzono następnie wiele kolejnych ulic. Oś Stanisławowską stanowił wykopany na wprost Zamku Ujazdowskiego prawie 800-metrowy Kanał Piaseczyński, oraz aleja osiowa po przeciwnej stronie (obecny ciąg al. Wyzwolenia – ul. Nowowiejska) wraz z układem ulic zbiegających się przy placach gwiaździstych.
Po 1770 całe miasto, liczące ok. 1500 ha, otoczono okopami Lubomirskiego, równocześnie regulowano kolejne ulice, zakładano place, a brzegi Wisły spiął most łyżwowy u wylotu ul. Bednarskiej. W czasach Stanisława Augusta powstawały nowe pałace i założenia ogrodowe (m.in. Łazienki Królewskie), a Sejm Czteroletni zlikwidował jurydyki, włączył do Warszawy prawobrzeżne przedmieście – Pragę i wprowadził jednolitą administrację w całym mieście.
Ogromne zniszczenia miasta, szczególnie na Pradze, przyniosły powstanie kościuszkowskie (obrona Pragi), oraz budowa fortyfikacji napoleońskich.
W okresie Królestwa Polskiego utworzono wiele reprezentacyjnych placów przy budynkach administracji (m.in. pl. Bankowy i plac Teatralny w Warszawie), przeprowadzono Aleje Jerozolimskie. Po upadku powstania listopadowego władze carskie wzniosły na Żoliborzu Cytadelę, która na długie lata zahamowała rozwój miasta w kierunku północnym. Na układ przestrzenny miasta wpłynęły również: intensywny rozwój kolei poprzez budowę nowych dworców (dworzec kolei warszawsko-wiedeńskiej przy skrzyżowaniu Al. Jerozolimskich i ul. Marszałkowskiej stał się nowym centrum miasta), powstawanie nowych dzielnic i rejonów przemysłowo-składowych (Wola, Praga). Przeprowadzono regulację ulic na Pradze – części Warszawy, do której wjeżdżało się ze stolicy Imperium Rosyjskiego, powstała trwała przeprawa przez Wisłę (most Kierbedzia).
Po odzyskaniu niepodległości w 1918 opracowano plany regulacyjne i plany zabudowy miasta, z szeregiem nowoczesnych rozwiązań urbanistycznych: zbudowano kolejową linię średnicową, zaplanowano gwiaździste place (pl. Wilsona, pl. Inwalidów), nowe dzielnice mieszkaniowe (Żoliborz, Koło, Ochota, Rakowiec, Grochów, Saska Kępa).

### Zniszczenia II wojny światowej

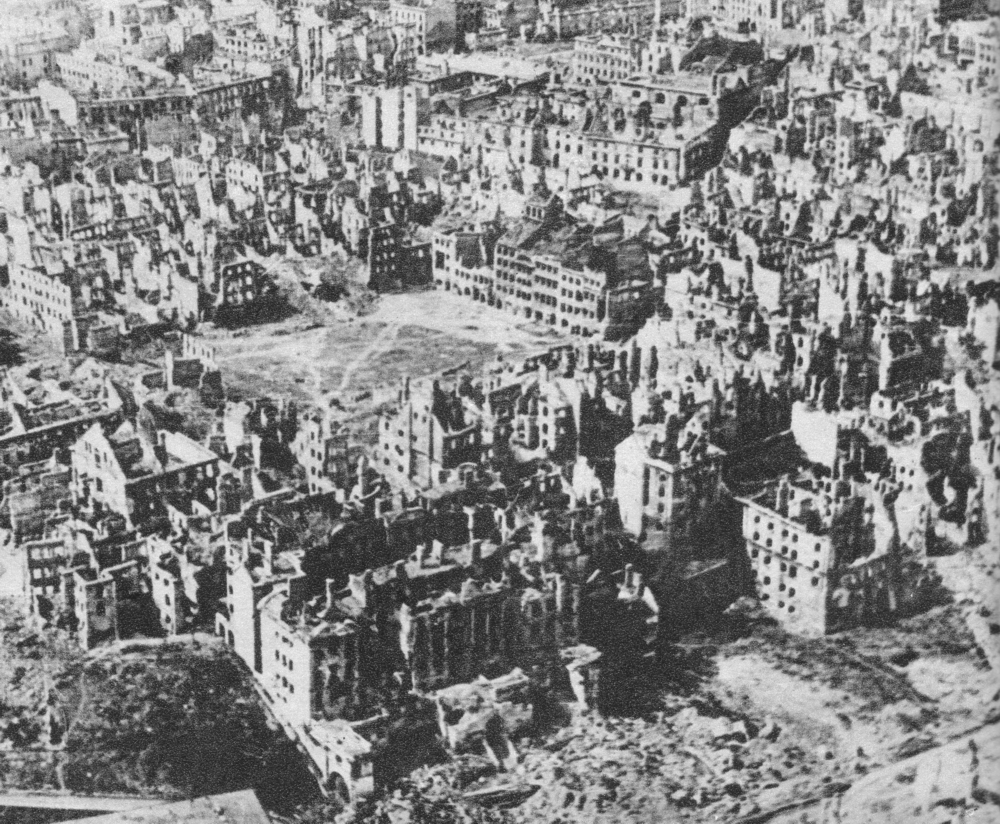
Warszawa w styczniu 1945 – straty spowodowane działaniami wojennymi i późniejszym planowym niszczeniem miasta

W okresie II wojny światowej naziści opracowali dla Warszawy specjalny plan urbanistyczny – tzw. Plan Pabsta. Przewidywał on zburzenie aż 95% dotychczasowej zabudowy i obniżenie rangi dotychczasowej stolicy do prowincjonalnego miasta powiatowego – Die Neue Deutsche Stadt Warschau (Nowe niemieckie miasto Warschau), stanowiącego jedynie węzeł komunikacyjny i miejsce zamieszkania niemieckiej elity politycznej, zarządzającej terenami podbitymi przez III Rzeszę na Wschodzie. Projektowano 10-krotne zmniejszenie powierzchni miasta i również 10-krotne – liczby ludności, w celu realizacji tego planu Niemcy wysiedlili część mieszkańców Warszawy do obozów koncentracyjnych, a część poddali eksterminacji. Systematycznie niszczono obiekty związane z polską kulturą i historią: Zamek Królewski, klasycystyczne pałace, teatry, filharmonię, planowej destrukcji poddano dzielnicę żydowską.
Kolejną falę zniszczeń przyniosły walki w powstaniu warszawskim. Jeszcze większych zniszczeń (30% zabudowy miasta) dokonali naziści po upadku powstania, wykonując rozkaz Himmlera całkowitego zburzenia Warszawy:

To miasto ma całkowicie zniknąć z powierzchni ziemi i służyć jedynie jako punkt przeładunkowy dla transportu Wehrmachtu. Nie powinien pozostać kamień na kamieniu. Wszystkie budynki należy zburzyć aż do fundamentów. Pozostaną tylko urządzenia techniczne i budynki kolei żelaznej.

Całość strat materialnych poniesionych przez miasto i jego mieszkańców (budynki, obiekty zabytkowe, infrastruktura miejska, przemysł) oszacowano w 2004 na 18,20 miliarda zł (według wartości złotego z sierpnia 1939).
Olbrzymie zniszczenia podczas II wojny światowej (ponad 85% zabytkowego centrum miasta), miały wpływ na obecny wygląd i układ przestrzenny miasta. Niektóre rejony miasta, jak np. Muranów – część utworzonego przez Niemców getta, zostały niemal całkowicie zrównane z ziemią.

### Odbudowa po zniszczeniach wojennych

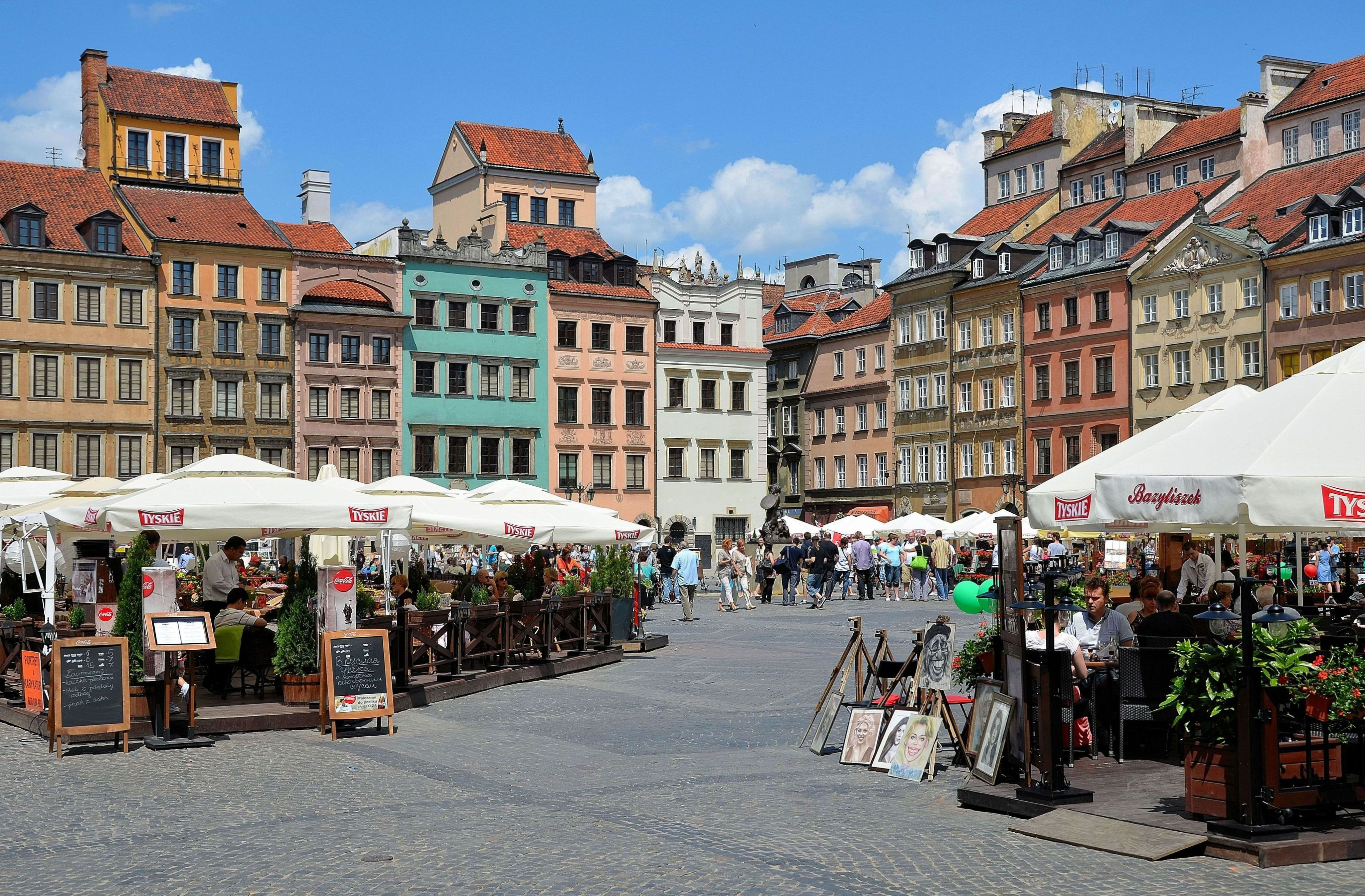
Stare Miasto – rynek po odbudowie

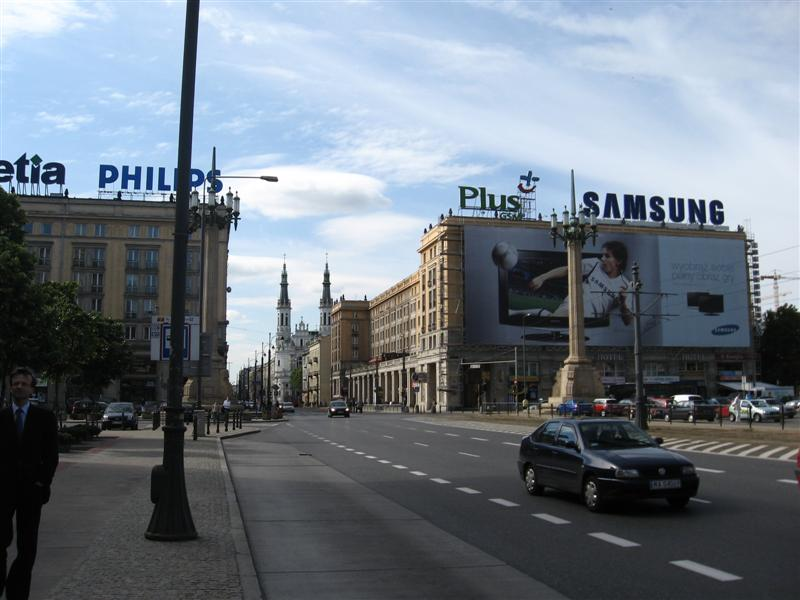
Pl. Konstytucji, perspektywa ul. Marszałkowskiej w stronę przysłoniętego kościoła Najświętszego Zbawiciela

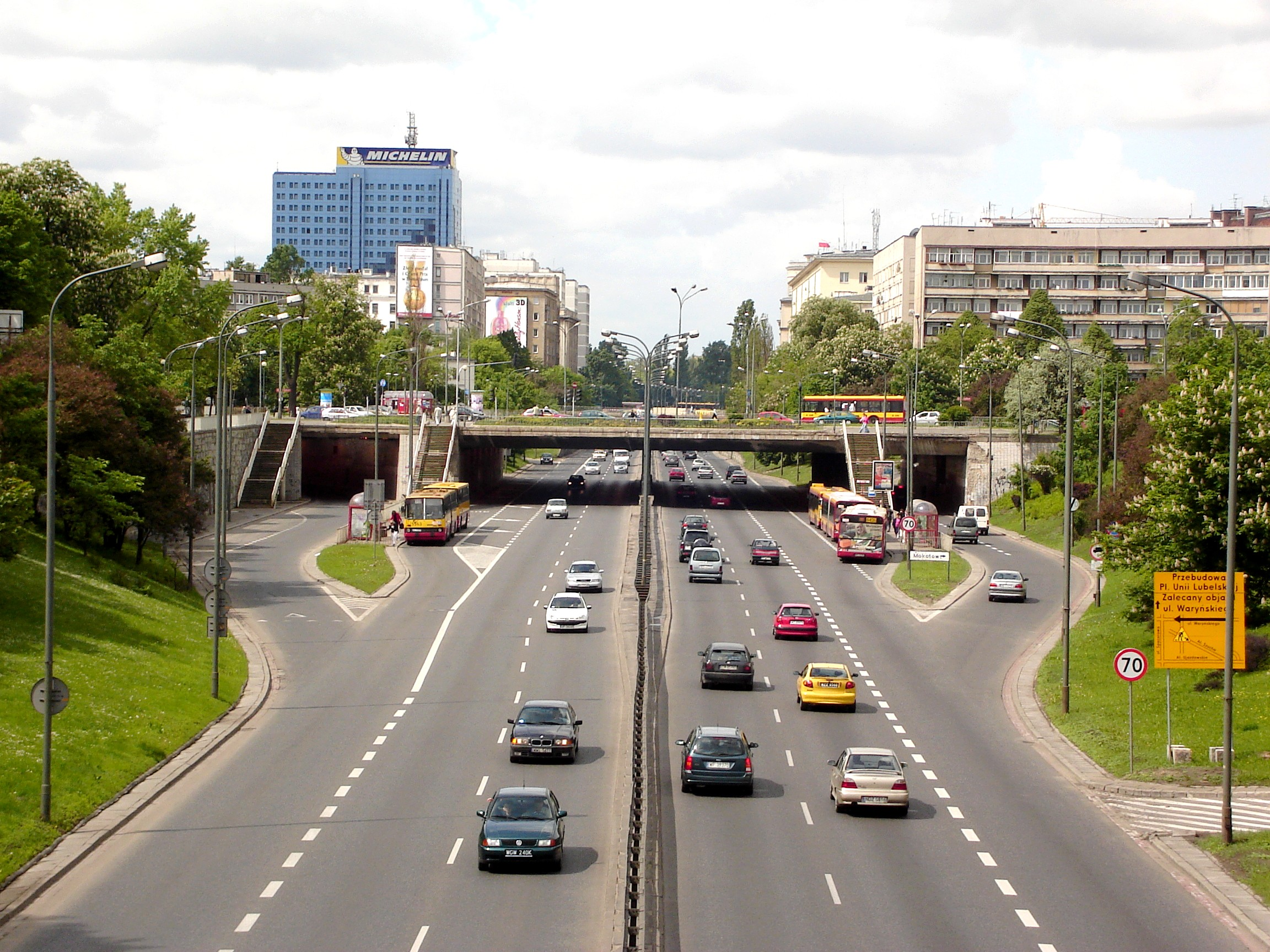
Trasa Łazienkowska, widok na tunel i plac Na Rozdrożu

Powojenną odbudowę miasta ze zniszczeń wojennych trudno jest ocenić jednoznacznie pozytywnie lub negatywnie, kontrowersje wzbudza m.in. działalność Biura Odbudowy Stolicy. Za wzorcową uznaje się rekonstrukcję Starego Miasta, które 2 września 1980 roku zostało umieszczone na liście światowego dziedzictwa UNESCO jako wyjątkowy przykład całkowitej rekonstrukcji zespołu historycznego. W okresie PRL zrealizowano kilka udanych inwestycji komunikacyjnych: m.in. (Trasę W-Z, Trasę N-S (al. Niepodległości – Chałubińskiego – al. Jana Pawła II – Popiełuszki), w latach 70. Trasę Łazienkowską).
Zarazem jednak, przy katastrofalnej sytuacji mieszkaniowej, w pierwszych latach po zakończeniu wojny ze względów doktrynalnych władze komunistyczne wyburzały dobrze zachowane budynki z XIX i początków XX wieku. Niszczono całe kwartały zabudowy, jak w przypadku budowanego w latach 1952–1955 Pałacu Kultury i Nauki. Obniżano wysokość budynków, a elewacje pozbawiano zdobień, uznawanych za burżuazyjny przeżytek (odbudowa Nowego Światu w stylu XVIII-wiecznego klasycyzmu). Niejednokrotnie zniekształcano też wcześniejszy układ urbanistyczny, szczególnie we wznoszonych w latach 50. nowych dzielnicach socrealistycznych: MDM (ulicę Marszałkowską na północ od pl. Konstytucji poszerzono w taki sposób, aby przerwać oś południowego odcinka, gdzie utrzymano przedwojenną szerokość, i nie eksponować Kościoła Najświętszego Zbawiciela), Muranów; ale też później osiedle Za Żelazną Bramą.

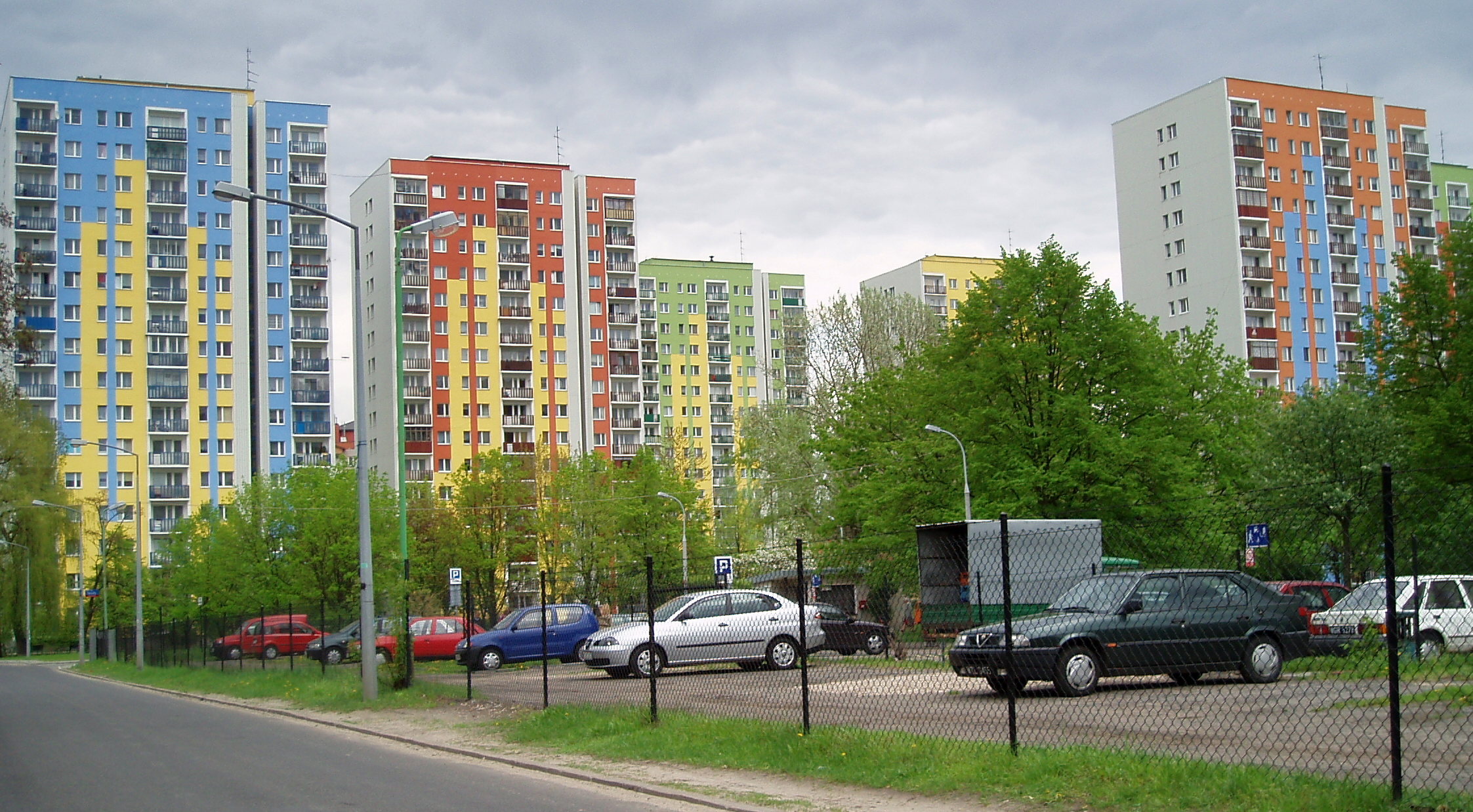
Osiedle mieszkaniowe Chomiczówka, powstałe w latach 1975–1980

W okresie PRL powstało w Warszawie wiele osiedli mieszkaniowych, w dużej części w technologii wielkiej płyty. Brakowało w nich jednak zwykle obiektów usługowych: szkół, sklepów, placówek kultury. Silnie zaznaczył się podział na dzielnice mieszkaniowe (z największym Ursynowem, przez pierwsze lata prawie zupełnie pozbawionym infrastruktury usługowej) i przemysłowe, z wielkimi zakładami przemysłu ciężkiego (Żerań, Ursus, Huta Warszawa), co w konsekwencji pociągnęło za sobą duże problemy komunikacyjne związane z koniecznością przemieszczania się ludzi do pracy na duże odległości.

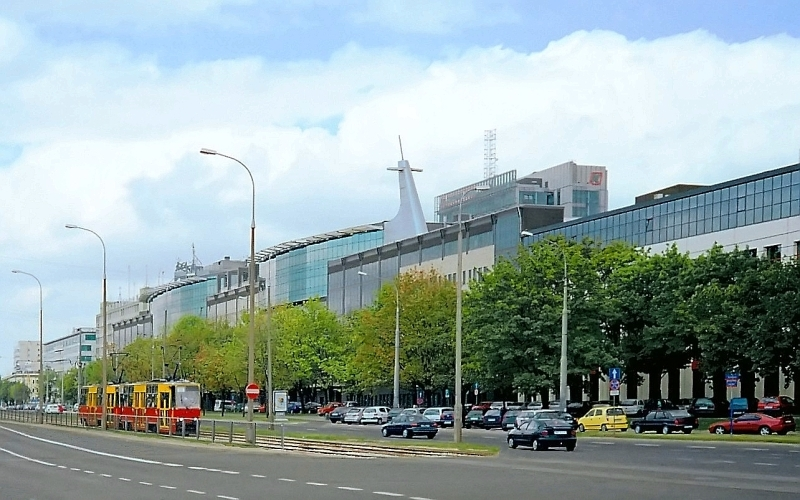
Nowoczesne biurowce na Woli w miejscu dawnych zakładów im. Marcina Kasprzaka

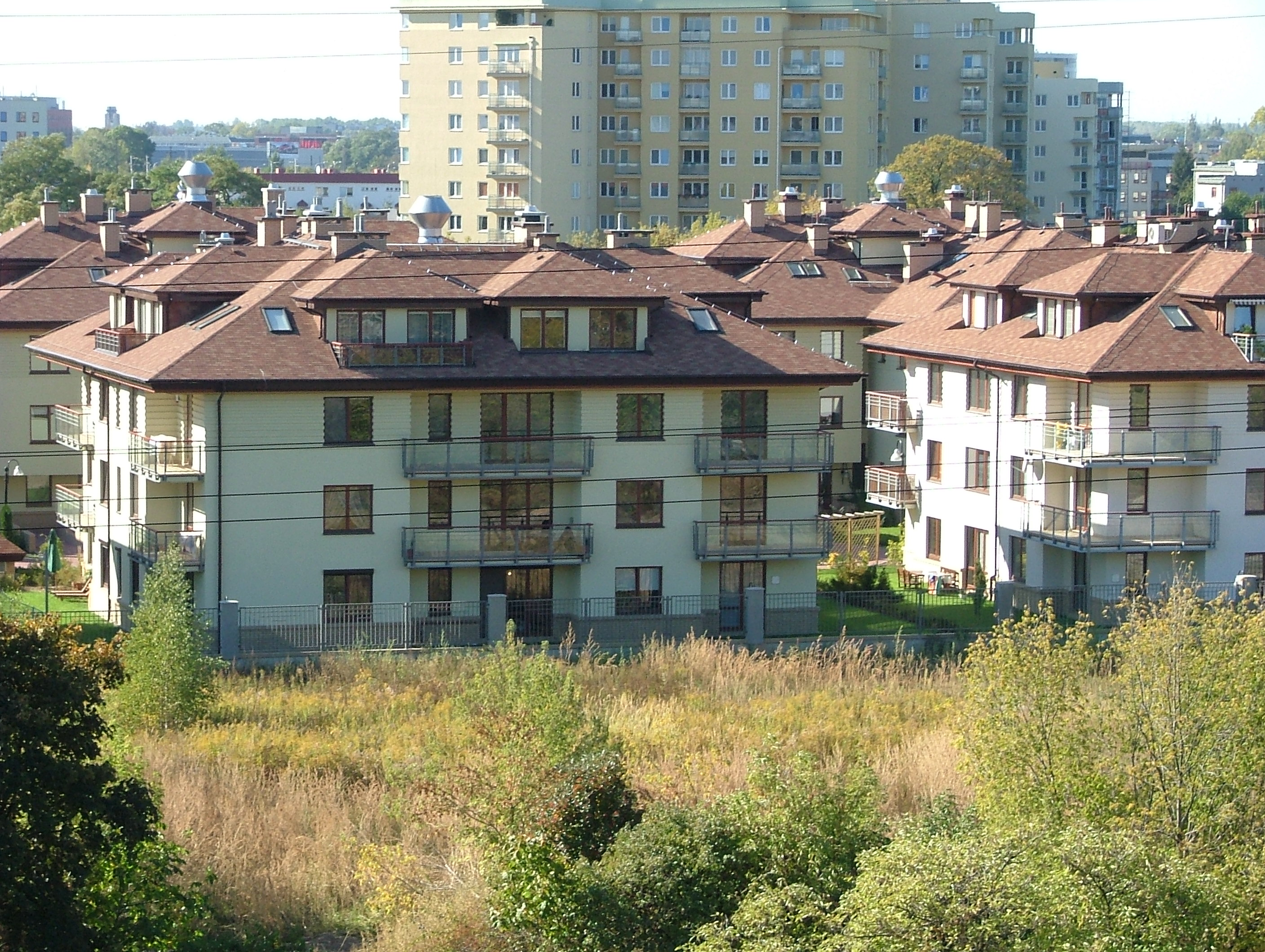
Nowa intensywna zabudowa przy Kopcu Szczęśliwickim

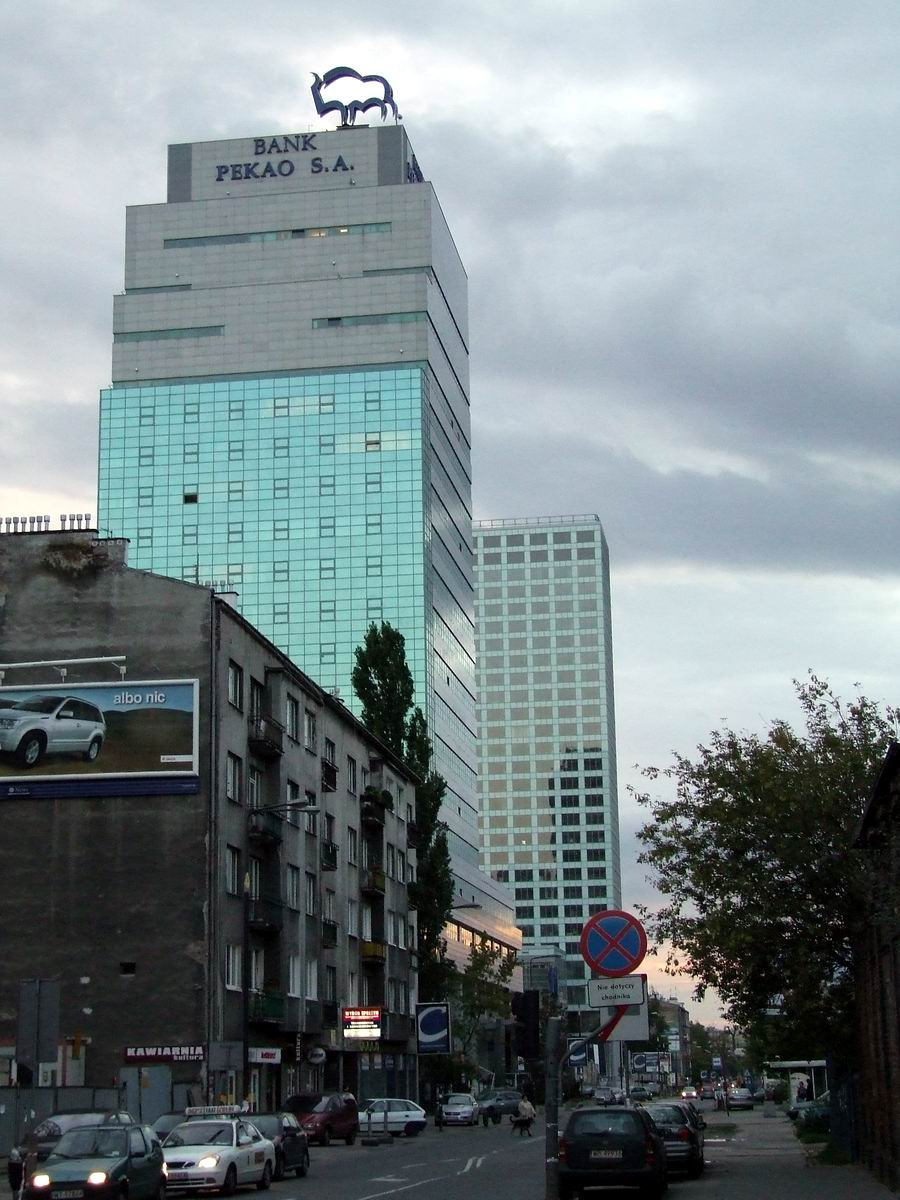
Chaotyczna zabudowa przy ul. Grzybowskiej

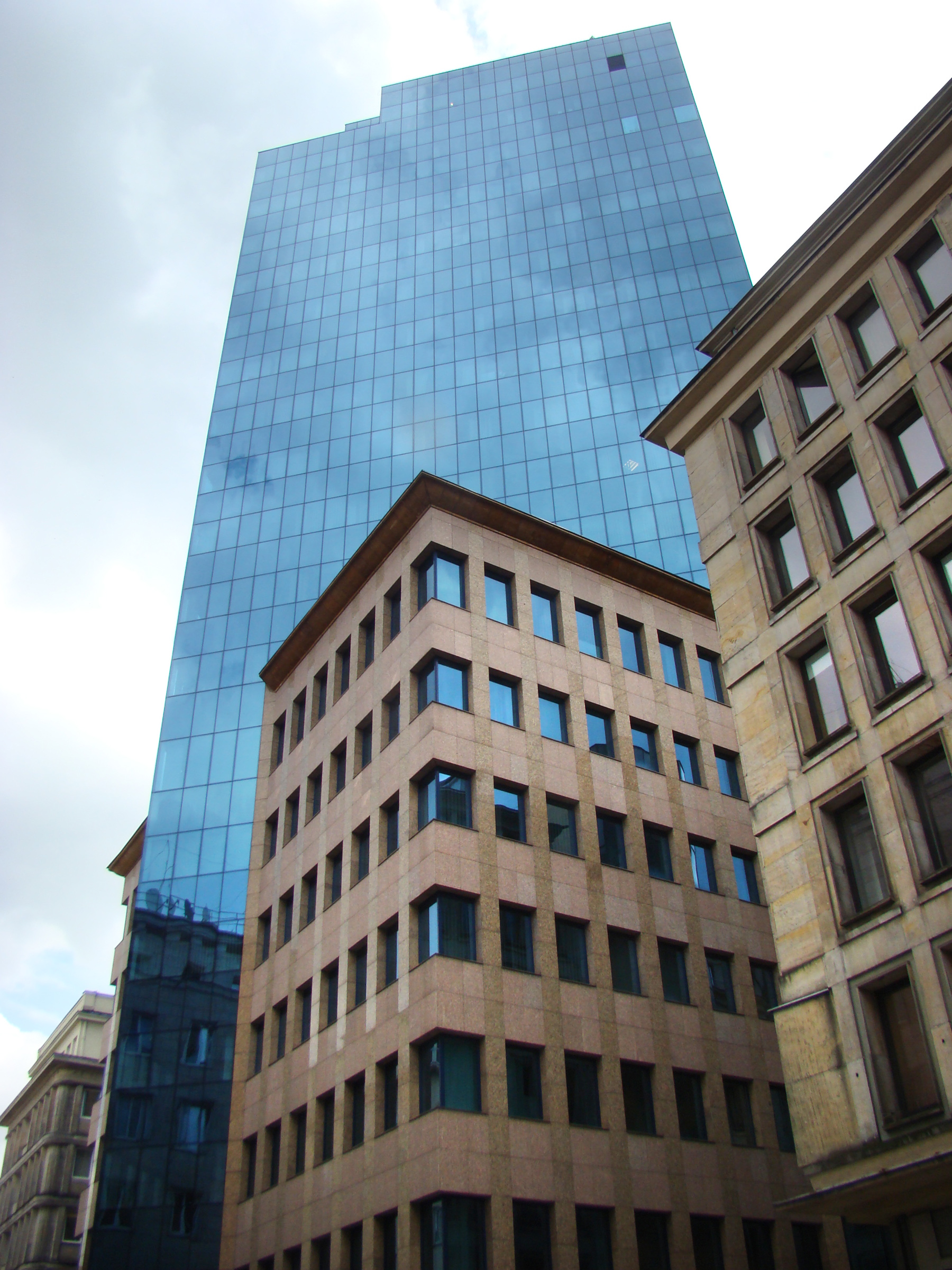
Biurowiec TP SA przy ul. Moniuszki, wystający ponad ustaloną wysokość zabudowy dla tej części Śródmieścia

### Dekret Bieruta i jego skutki
Dnia 26 października 1945 roku wydany został Dekret o własności i użytkowaniu gruntów na obszarze m.st. Warszawy, znany jako Dekret Bieruta. Na jego mocy na własność gminy m.st. Warszawy przechodziły wszelkie grunty w przedwojennych granicach miasta. Dekret w założeniach miał ułatwić odbudowę stolicy, zwłaszcza dzielnic zrównanych z ziemią. Nie dotyczył budynków, a tylko gruntów – budynki znajdujące się na nich miały pozostać własnością dotychczasowych właścicieli. W praktyce jednak zabierano właścicielom również kamienice lub poddawano je obowiązkowi kwaterunku – dotyczyło to zwłaszcza dzielnic centralnych, gdzie znajdowały się grunty o dużej wartości, jak Śródmieście, Mokotów, Ochota.
Wskutek dekretu warszawiacy utracili (według różnych źródeł) 20-40 tysięcy nieruchomości, mogło to stanowić nawet 94% nieruchomości miasta w przedwojennych granicach. Całość odebranego dekretem mienia szacowana jest na ok. 40 mld zł.
Po upadku PRL dekret Bieruta pozostał w mocy, nie przeprowadzono systemowej reprywatyzacji, poszczególne nieruchomości były i są zwracane po długotrwałych procesach sądowych. Wskutek braku ustawy reprywatyzacyjnej w Warszawie skupowano roszczenia od przedwojennych właścicieli. Obecnie ok. 2/3 gruntów w przedwojennych granicach miasta objęte jest już ujawnionymi lub potencjalnymi roszczeniami. Ich wartość wzrasta – przy założeniu 20-procentowego zwrotu wartości nieruchomości na odszkodowania potrzeba obecnie ok. 15 mld zł, co znacznie przekracza roczny budżet miasta.
Nieuregulowanie własności gruntów bardzo utrudnia procesy inwestycyjne. Do rozwiązania kwestii własnościowej niezbędne jest zaangażowanie budżetu państwa, ponieważ dekret Bieruta był aktem prawa władz państwowych.

### Współczesna urbanistyka Warszawy
Zdaniem wielu urbanistów współcześnie w Warszawie panują urbanistyczny bałagan i dyktatura deweloperów.
W okres przemian ustrojowych 1989 roku Warszawa weszła ze zbyt ogólnymi i anachronicznymi planami zagospodarowania przestrzennego z 1982-1983 (plan ogólny Warszawy z 1982, plan ogólny Śródmieścia z 1983), nieuwzględniającymi zasadniczych aspektów transformacji ustrojowej, szczególnie kwestii prawa własności i samorządności lokalnej. Również kolejny plan ogólny zagospodarowania przestrzennego miasta, uchwalony w 1992 nie okazał się dość precyzyjny. Poza Śródmieściem, którego burmistrzem był urbanista Jan Rutkiewicz, żadna z warszawskich dzielnic-gmin nie wykorzystała możliwości przyjęcia bardziej szczegółowego planu zagospodarowania.
W latach 90. dość powszechne stało się przekonanie, że plany zagospodarowania są jednym z narzędzi zniewolenia, wywodzących się z poprzedniego systemu, i że zagospodarowaniem przestrzeni powinna rządzić niewidzialna ręka rynku.
W warunkach wolnego rynku znacząco wzrosła wartość gruntu, szczególnie w dzielnicach centralnych. Spowodowało to olbrzymią presję inwestorów na zabudowę wolnych terenów, m.in. poprzemysłowych – po upadłych zakładach (Wola), obszarów dotąd chronionych: tzw. klinów nawietrzających (chronionych przed zabudową od międzywojnia), obszarów o dużych walorach krajobrazowych z dawnymi otwarciami widokowymi (Błonia Wilanowskie) oraz terenów zieleni i obszarów do nich przyległych (Pole Mokotowskie, tereny przy Lesie Kabackim, Kopcu Szczęśliwickim, klubie sportowym Olimpia, nad Jeziorkiem Kamionkowskim i inne).
W 1994 wraz ze zmianą ustroju miasta stołecznego Warszawy dotychczasowe dzielnice-gminy zyskały samodzielność. Tym samym władze stolicy utraciły możliwość kreowania spójnej polityki przestrzennej. Sytuacja uległa poprawie dopiero w 2003, kiedy to Warszawa stała się znowu jedną gminą.
Przez wiele lat władze największej warszawskiej gminy Centrum nie przyjmowały nowych szczegółowych planów miejscowych, mimo że powstawały różnorodne koncepcje zagospodarowania (międzynarodowy konkurs na koncepcję zagospodarowania Centralnego Rejonu Warszawy – otoczenia Pałacu Kultury i Nauki w 1992, warsztaty architektoniczne Warszawa naszych marzeń) i prowadzono długotrwałe prace planistyczne (np. w rejonie Portu Praskiego). Z kolei w gminach otaczających Centrum uchwalano często plany złej jakości, np. nieprecyzyjne pod względem infrastruktury społecznej czy komunikacyjnej (Białołęka, Błonia Wilanowskie).
Wszystko to sprzyjało powstawaniu chaotycznej zabudowy, niekiedy wręcz niezgodnej z ustaleniami wcześniej przyjętych planów lub opracowywanych wytycznych (m.in. wysokościowca Telekomunikacji Polskiej przy ul. Moniuszki, Złotych Tarasów, zabudowy placyku przy ul. Pięknej, Koszykowej i Mokotowskiej).
W centrum Warszawy wzniesiono wiele wysokościowców, będących w powszechnym przekonaniu przejawem dobrobytu i wysokich aspiracji miasta. Jednak zdaniem wielu urbanistów zabudowa wysokościowa nie jest symbolem europejskości, a bardziej nuworyszostwa typowego dla miast azjatyckich. W Warszawie buduje się wyżej niż np. w Monachium czy Wiedniu. Coraz częściej deweloperzy chcą wyburzać budynki, mające zaledwie kilkanaście lat, tak aby w ich miejscu zbudować większe i wyższe. Skupiska wysokich budynków nie powstają według planu jak w Londynie i Frankfurcie, ale żywiołowo, według widzimisię deweloperów, z pogwałceniem zasad kompozycji urbanistycznej, niezgodnie z zasadą dobrego sąsiedztwa. Powodują dysharmonię (skręcony wieżowiec Telekomunikacji Polskiej przy ul. Moniuszki, wieżowce w rejonie historycznego pl. Grzybowskiego, projektowane: budynek Lilium Tower Zahy Hadid w sąsiedztwie dużo niższego hotelu Marriott, wysokościowce na Ścianie Wschodniej, budowany apartamentowiec Złota 44 projektu Daniela Libeskinda), negatywnie wpływają na panoramę Warszawy (North Gate) lub przesłaniają widoki opisywane w przewodnikach miasta jako atrakcyjne turystycznie (wysokościowiec przy pl. Unii Lubelskiej nadwieszony za Belwederem, oglądanym z Łazienek). Z uwagi na zakłócenie widoku Starego Miasta istnieje niebezpieczeństwo wykreślenia go z listy światowego dziedzictwa UNESCO (z powodu niedopuszczalnej ingerencji w historyczny krajobraz z listy tej wykreślono w 2009 Drezno).
Zarówno inwestorzy na budowanych osiedlach, jak i władze miasta w aktach prawnych i realizowanych przedsięwzięciach nie zapewniają często wystarczającej infrastruktury komunikacyjnej i usługowej – ulic, szkół, przedszkoli, placówek ochrony zdrowia i obiektów kultury, których niedostatek jest bardziej odczuwalny w szybciej rozwijających się częściach miasta. Szczególnie jaskrawymi przykładami są budowane od 2002 osiedle Miasteczko Wilanów, przez długi czas pozbawione placówek handlowych, oświatowych i dróg, oraz Żoliborz Południowy. Krytykowane są brak podziemnych parkingów w centrum, budowanie stacji metra obok skrzyżowań zamiast pod nimi i nadmiar reklam. Niektóre dzielnice (Białołęka, Rembertów, Wawer, Wesoła i Wilanów) mają bardzo niewiele gruntów komunalnych, mimo to władze miasta nie wykupują gruntów odpowiednio wcześnie na ochronę interesu publicznego, a przedłużając opracowywanie planów doprowadzają do wykupywania atrakcyjnych gruntów przez łowców roszczeń.
W ostatnim czasie w Warszawie powstało wiele osiedli odgrodzonych od otoczenia, kuriozalnych „prywatnych miast”, uznawanych przez naukowców za nieprzyjazne, tworzące podziały i dezintegrujące społeczności, jak np. Marina Mokotów. Fenomen tworzenia tak wielu zamkniętych osiedli wzbudził nawet zainteresowanie naukowców zagranicznych. Wskutek braku planów miejscowych, niedokonywania wykupu gruntów i nieprzeprowadzania scaleń i podziałów działek na przedmieściach (Białołęka, Wawer) występuje patologiczne zjawisko budowania osiedli łanowych, na wydłużonych działkach rolnych, charakterystycznych dla wsi, zamiast rozplanowanych osiedli miejskich z regularną siecią ulic.
W 2006 przyjęto w Warszawie studium uwarunkowań i kierunków zagospodarowania przestrzennego, obejmujące całe miasto, a stanowiące wytyczną do opracowywanych planów miejscowych. Powszechnie uważa się, że w mieście brakuje miejscowych planów zagospodarowania przestrzennego. Zdaniem niektórych urbanistów prace nad planami są opóźniane, przez co zarabiają przede wszystkim „łowcy” roszczeń do własności działek, a w istotnych obszarach (historyczne place Warszawy, skarpa warszawska, parki kulturowe Twierdzy Warszawa i Wilanowski) prace nad planami nie są rozpoczynane z powodu nacisku deweloperów. W 2016 obowiązujące plany pokryły 36% powierzchni miasta, co stanowi znaczną część terenów możliwych do zainwestowania, po odliczeniu lasów, zieleni urządzonej, terenów komunikacyjnych, wód itp. Jednak niektóre plany, szczególnie pochodzące z lat 90., są mało precyzyjne. Również zapisy studium, np. dotyczące rejonów i zasad lokalizacji zabudowy wysokościowej, okazują się niewystarczające.
Chaosowi urbanistycznemu sprzyjają ciągłe zmiany przepisów i nadmierne stosowanie wadliwych rozwiązań zastępczych zamiast planów zagospodarowania przestrzennego. W miejscach, gdzie brakuje planu, wydawane są decyzje o warunkach zabudowy, które jednak nie uwzględniają szerszych uwarunkowań i potrzeb, dotyczących dróg, usług, terenów zieleni i rekreacji. Zdarza się, że decyzje o warunkach zabudowy są niezgodne ze studium i opracowywanym równolegle projektem planu (jak np. w rejonie Żoliborza Południowego).

## Architektura

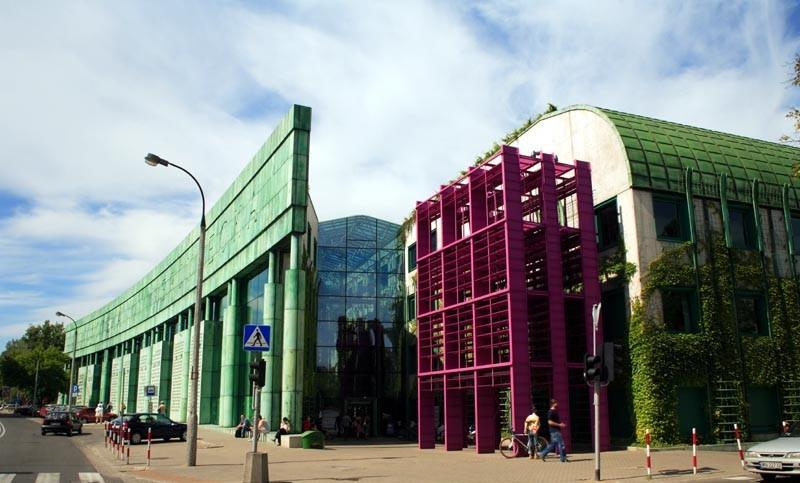
Biblioteka Uniwersytecka

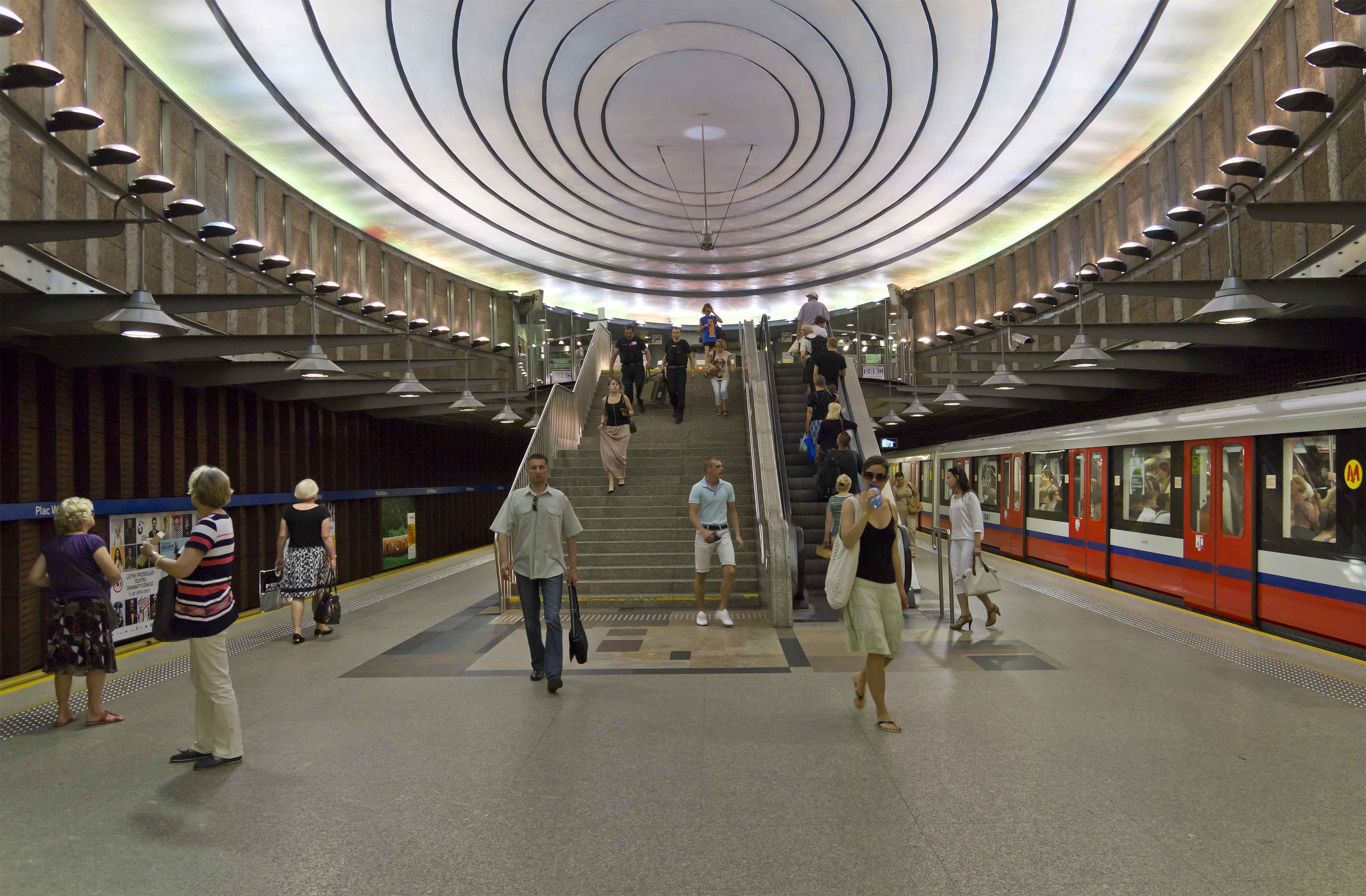
Stacja metra A18 Plac Wilsona

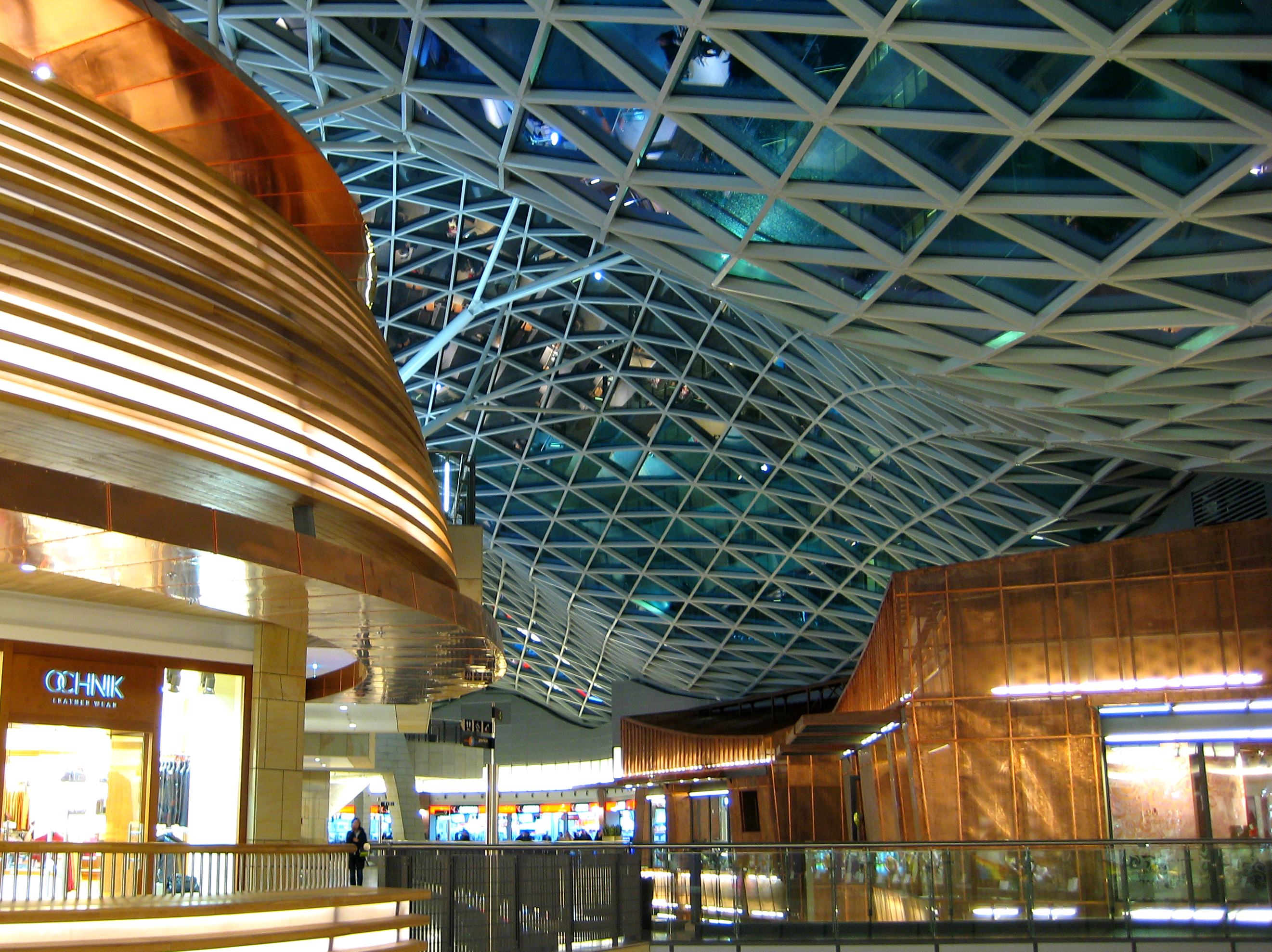
Złote Tarasy

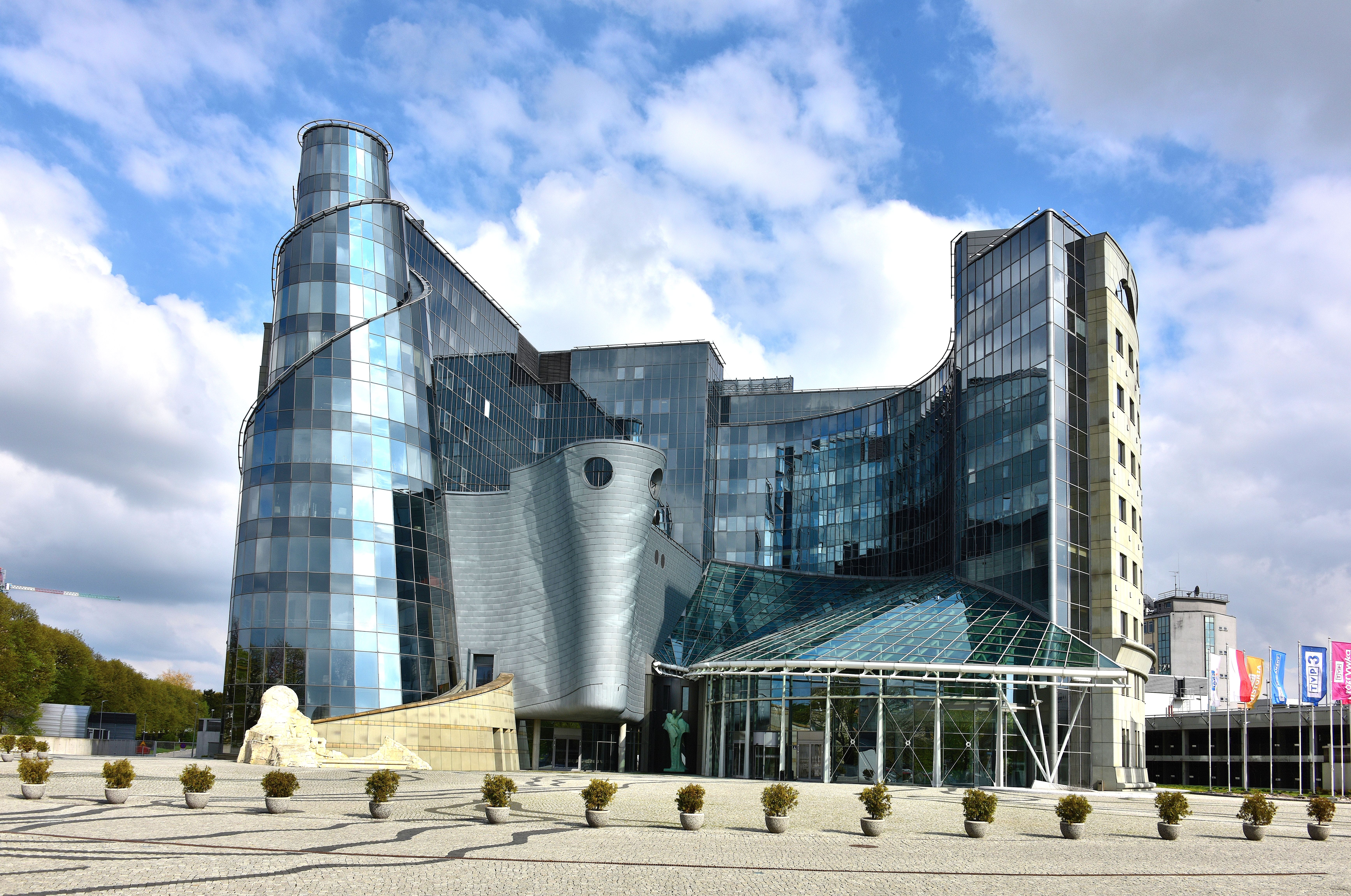
Biurowiec Telewizji Polskiej

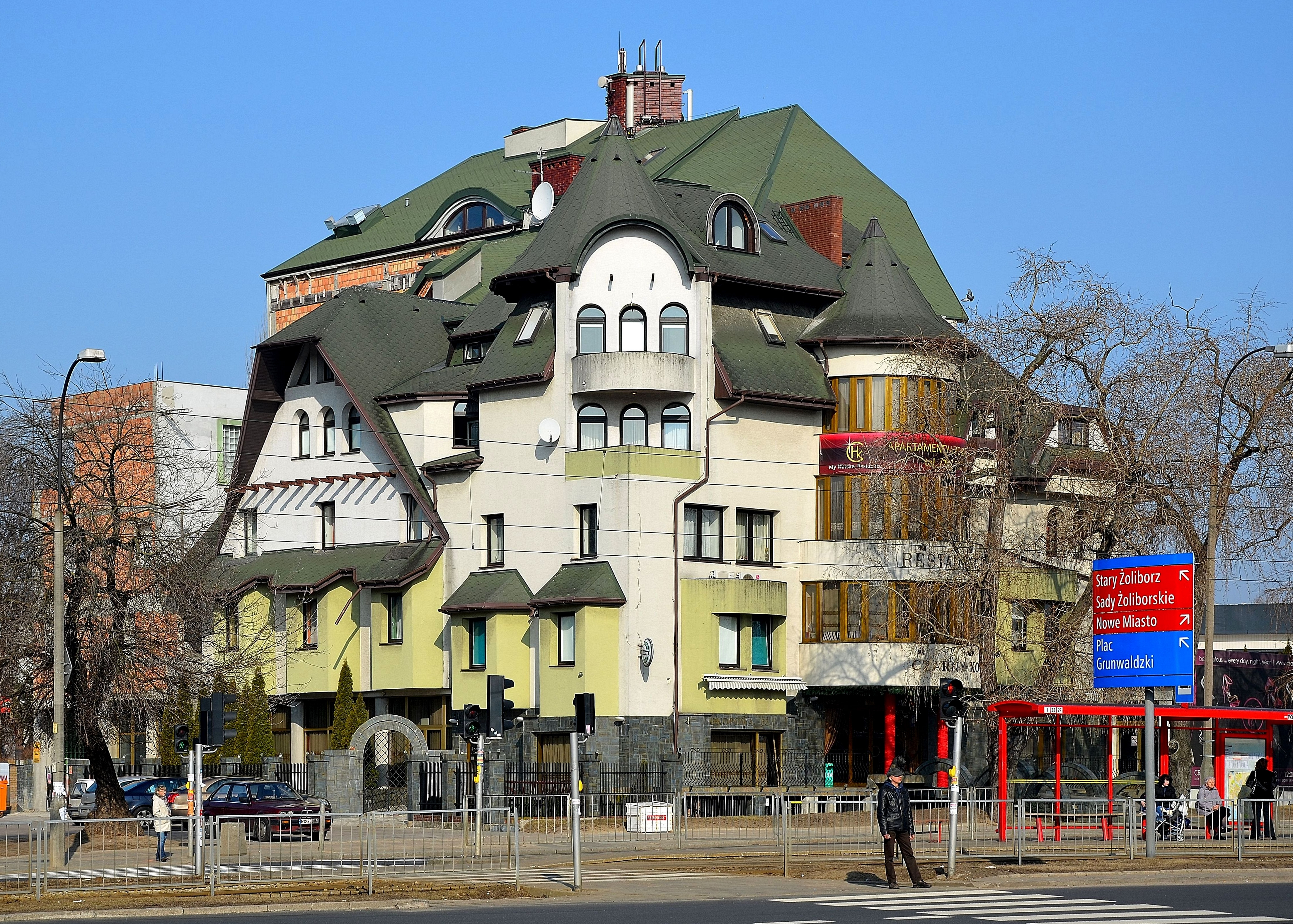
Nieistniejący już hotel Czarny Kot przy ul. Okopowej 65

### Współczesna architektura Warszawy
Dom kultury Centrum Łowicka na Mokotowie organizuje co 1–2 lata w budynku Biblioteki Uniwersyteckiej na Powiślu wystawę rysunków architektonicznych i makiet nowych warszawskich inwestycji Plany na przyszłość. Konkursy i plebiscyty na najciekawsze współczesne realizacje ogłaszają m.in. SARP, miesięcznik Architektura-Murator (konkurs Życie w architekturze) i tygodnik „Polityka”. Od 2016 organizowany jest konkurs o Nagrodę Architektoniczną Prezydenta m.st. Warszawy, przyznawaną w sześciu kategoriach.

#### Najciekawsze realizacje wyróżniane w konkursach i plebiscytach
Budynki użyteczności publicznej
- Biblioteka Uniwersytecka w Warszawie, ul. Dobra 56/66 (proj. Marek Budzyński, 1994-1998), wraz z ogrodami
- Kompleks Urbanistyczny Wymiaru Sprawiedliwości (d. Gmach Sądu Najwyższego w Warszawie), pl. Krasińskich 2/4/6 (proj. Marek Budzyński, 1996-1999)
- ratusz dzielnicy Białołęka – w konkursie Życie w architekturze uznany za najlepszy budynek użyteczności publicznej w latach 1996–1997 (proj. Grzegorz Stiasny i Jakub Wacławek)
- ambasada Królestwa Niderlandów, ul. Kawalerii 10 (proj. Erick van Egeraat Associated Architects)
- budynek dydaktyczny Wydziału Prawa i Administracji Uniwersytetu Warszawskiego, ul. Oboźna (tytuł Ulubieńca Warszawy 2004-2005 w plebiscycie „Gazety Stołecznej”, proj. Małgorzata i Witold Benedek, Krystyna Szypulska)
- Muzeum Powstania Warszawskiego, ul. Grzybowska 79 (2004, Nagroda Architektoniczna Prezydenta m.st. Warszawy I edycji – I nagroda w kategorii architektura zrewitalizowana, 2016)
- budynek Naczelnego Sądu Administracyjnego, ul. Boduena 3/5 (proj. S.A.M.I. Architekci, wyróżnienie SARP, 2008)
- Centrum Nauki Kopernik (proj. pracowni RAr-2 Laboratorium Architektury z Rudy Śląskiej, Nagroda Ministra Kultury i Dziedzictwa Narodowego dla najlepszego obiektu kultury 2000-2012)
- Wydział Matematyki i Nauk Informacyjnych Politechniki Warszawskiej (proj. biuro architektoniczne DEDECO, Nagroda Ministra Nauki i Szkolnictwa Wyższego dla najlepszej placówki naukowej 2000-2012)
- Centrum Chopinowskie (2010, proj. Bolesław Stelmach i Partnerzy, Nagroda Architektoniczna Prezydenta m.st. Warszawy I edycji w kategorii architektura użyteczności publicznej, 2016)
- budynek Muzeum Historii Żydów Polskich Polin (2013, proj. Lahdelma & Mahlamäki Architects, nagroda Eurobuild Awards w kategorii Najlepszy Projekt Architektoniczny Roku, nagroda roku 2013 SARP, nagroda Stowarzyszenia Architektów Fińskich SAFA, Nagroda Architektoniczna Prezydenta m.st. Warszawy I edycji – II nagroda w kategorii architektura użyteczności publicznej, 2016)
- Służewski Dom Kultury (2013, proj. WWAA i 137 kilo, Nagroda Architektoniczna Prezydenta m.st. Warszawy I edycji – III nagroda w kategorii architektura użyteczności publicznej, 2016)
- Biblioteka Publiczna m.st. Warszawy – Główna Biblioteka Województwa Mazowieckiego, ul. Koszykowa 26/28 (rozbudowa i modernizacja – proj. Bulanda Mucha Architekci, Nagroda Architektoniczna Prezydenta m.st. Warszawy II edycji – nagroda publiczności)
- Muzeum Katyńskie, ul. Jeziorańskiego (Nagroda Architektoniczna Prezydenta m.st. Warszawy II edycji – I nagroda w kategorii Najlepszy budynek użyteczności publicznej 2015 roku)
- Centrum Kreatywności Targowa (proj. pracownia AKM, Nagroda Architektoniczna Prezydenta m.st. Warszawy III edycji – najlepsza rewitalizacja)
- Wydział Rzeźby Akademii Sztuk Pięknych, ul. Spokojna 15 (Nagroda Architektoniczna Prezydenta m.st. Warszawy III edycji – najlepszy budynek użyteczności publicznej)

Osiedla i budynki mieszkalne
- zespół mieszkaniowy Biały Kamień (proj. JEMS Architekci, nagroda Construction Investment Journal za najlepszy projekt mieszkaniowy 2003)
- osiedle mieszkaniowe Inflancka, ul. Stawki, Inflancka, Pokorna (proj. Jakub Wacławek, Grzegorz Stiasny)
- budynek apartamentowy Franciszkańska (2007, proj. Are Stiasny/Wacławek, Nagroda Architektoniczna Prezydenta m.st. Warszawy I edycji – II nagroda w kategorii pojedynczy obiekt architektury mieszkaniowej, 2016)
- wielorodzinne budynki mieszkalne w osiedlu 19. Dzielnica – I etap (2012, proj. JEMS Architekci, Najlepszy Budynek Wielorodzinny 2000-2012 w VII edycji konkursu Życie w Architekturze, wyróżniony za elegancję i szlachetną prostotę oraz stworzenie nowej architektonicznej jakości w zdegradowanej przestrzeni poprzemysłowej, Nagroda Architektoniczna Prezydenta m.st. Warszawy I edycji – II nagroda w kategorii zespół architektury mieszkaniowej, 2016)
- dom z pracownią artystów na Bródnie (proj. Piotr Brzoza, Marcin Kwietowicz, Najlepszy Budynek Jednorodzinny 2000-2012 w VII edycji konkursu Życie w Architekturze, Nagroda Architektoniczna Prezydenta m.st. Warszawy I edycji – III nagroda w kategorii pojedynczy obiekt architektury mieszkaniowej, 2016)
- dom Etgara Kereta (proj. Jakub Szczęsny, 3. miejsce w głosowaniu czytelników „Polityki” w konkursie o Nagrodę Architektoniczną „Polityki” w 2013, Nagroda Architektoniczna Prezydenta m.st. Warszawy I edycji – II nagroda w kategorii wydarzenie architektoniczne, 2016)
- Osiedle Ażurowych Okiennic – zespół mieszkaniowy przy al. Wilanowskiej i ul. Patkowskiego (2014, proj. JEMS Architekci, I nagroda w konkursie Życie w Architekturze na najlepszy budynek wielorodzinny 2013-2014, Nagroda Architektoniczna Prezydenta m.st. Warszawy I edycji – I nagroda w kategorii zespół architektury mieszkaniowej, 2016)
- Cosmopolitan, ul. Twarda 4 (2014, Nagroda Architektoniczna Prezydenta m.st. Warszawy I edycji – I nagroda w kategorii pojedynczy obiekt architektury mieszkaniowej, 2016)
- zespół budynków wielorodzinnych, ul. Stawki 8 (proj. Are Stiasny/Wacławek, Nagroda Architektoniczna Prezydenta m.st. Warszawy I edycji – III nagroda w kategorii zespół architektury mieszkaniowej, 2016)
- zespół budynków Żoliborz Artystyczny III etap, ul. Powązkowska 7/13 (proj. Mąka Sojka Architekci, Nagroda Architektoniczna Prezydenta m.st. Warszawy II edycji w kategorii zespołów architektury mieszkaniowej, 2015)
- budynek mieszkalny Morskie Oko, ul. Morskie Oko 1/3/5 (proj. Grupa 5 Architekci, Nagroda Architektoniczna Prezydenta m.st. Warszawy II edycji w kategorii pojedynczy obiekt architektury mieszkaniowej, 2015)
- budynek wielorodzinny przy ul. Sprzecznej 4 (proj. BBGK Architekci, Nagroda Architektoniczna Prezydenta m.st. Warszawy III edycji – najlepszy budynek mieszkalny, 2016)

Budynki komercyjne
- siedziba spółki Agora (proj. JEMS Architekci, nagroda w konkursie miesięcznika Architektura-Murator na najlepsze budynki Warszawy 2002-2003 Życie w architekturze, nagroda Prezydenta m. st. Warszawy w 2002, nagroda ministra infrastruktury dla zespołu projektantów w 2003, nagroda w konkursie na Najbardziej Inteligentny Budynek Roku 2003, laureat konkursu Polski Cement w Architekturze w 2002, Nagroda Architektoniczna Prezydenta m.st. Warszawy I edycji – II nagroda w kategorii obiekt komercyjny, 2016)
- fabryka koronek, ul. Burakowska 5/7 (2002, Nagroda Architektoniczna Prezydenta m.st. Warszawy I edycji – II nagroda w kategorii architektura zrewitalizowana, 2016)
- Metropolitan, pl. Piłsudskiego (2003, proj. Foster + Partners, Nagroda Architektoniczna Prezydenta m.st. Warszawy I edycji – I nagroda w kategorii obiekt komercyjny, 2016)
- budynek biurowy PLL LOT, ul. Komitetu Obrony Robotników 43 (2002, proj. Kuryłowicz & Associates, Nagroda Architektoniczna Prezydenta m.st. Warszawy I edycji – III nagroda w kategorii obiekt komercyjny, 2016)
- Nowy Świat 2.0, ul. Nowy Świat 4a (proj. AMC Andrzej M. Chołdzyński, Nagroda Architektoniczna Prezydenta m.st. Warszawy II edycji w kategorii obiekt komercyjny, 2015)
- budynek Fundacji Galerii Foksal, ul. Górskiego 1a (proj. Diener & Diener Architekten, Nagroda Architektoniczna Prezydenta m.st. Warszawy II edycji w kategorii architektura zrewitalizowana, 2015)
- Hala Koszyki (proj. JEMS Architekci, Nagroda Architektoniczna Prezydenta m.st. Warszawy III edycji – grand prix i najlepszy budynek komercyjny, 2016)

Przestrzenie miejskie
- ogród Biblioteki Uniwersyteckiej w Warszawie, ul. Dobra 56/66 (proj. Irena Bajerska, Nagroda Architektoniczna Prezydenta m.st. Warszawy I edycji – II nagroda w kategorii przestrzeń publicznie dostępna, 2016)
- przebudowa Krakowskiego Przedmieścia (2008, proj. Dawos, Nagroda Architektoniczna Prezydenta m.st. Warszawy I edycji – III nagroda w kategorii przestrzeń publicznie dostępna, 2016)
- zagospodarowanie skweru Hoovera przy Krakowskim Przedmieściu (proj. JEMS Architekci, I nagroda w XIII edycji Konkursu Polski Cement w Architekturze na najlepszą realizację architektoniczną z użyciem technologii żelbetowej w 2008)
- ścieżka nad Wisłą po praskiej stronie (2011, proj. Marek Piwowarski, Jarosław Matusiak, Renata Kuryłowicz, Nagroda Architektoniczna Prezydenta m.st. Warszawy I edycji – III nagroda w kategorii przestrzeń publicznie dostępna, 2016)
- bulwary nad Wisłą (proj. RS Architektura Krajobrazu, Nagroda Architektoniczna Prezydenta m.st. Warszawy II edycji w kategorii przestrzeń publicznie dostępna, 2015)
- plac Europejski (Nagroda Architektoniczna Prezydenta m.st. Warszawy – nagroda publiczności III edycji, 2016)

Infrastruktura miejska
- przystanki komunikacji miejskiej, m.in. na Krakowskim Przedmieściu (projekt wyłoniony w konkursie ogłoszonym przez Urząd m.st. Warszawy w 2006, proj. Grzegorz Niwiński, Jerzy Porębski)
- stacja metra A18 Plac Wilsona (najlepsza realizacja architektoniczna z użyciem technologii żelbetowej w IX edycji konkursu Polski Cement w Architekturze w 2005)

#### Realizacje kontrowersyjne lub uznawane za nieudane
- Złote Tarasy, ul. Złota 59 (najlepsze centrum handlowe Centre – MAPIC Awards 2007, jednocześnie zwycięzca plebiscytu na Kicz dekady zorganizowanego w 2007 przez Łódź Art Center i Dziennik, 2002−2007).
- Millennium Plaza, Aleje Jerozolimskie (proj. Vahap Toy, 1999, budynek krytykowany za niefunkcjonalność i niedostosowanie do sąsiedztwa, mierzy 116 m i jest o 20 pięter wyższy od otaczającej go zabudowy, zarzucano też mu, że przypomina kabinę prysznicową)[20].
- budynek Telewizji Polskiej, ul. Woronicza róg Samochodowej (zwany „wieżą Babel”, proj. Czesław Bielecki, 2001–2007, tytuł Makabryły Roku 2008)[21].
- hotel Czarny Kot, ul. Okopowa 65 (uznawany przez nadzór budowlany za samowolę, nielegalnie rozbudowywany[22] i zburzony ostatecznie w 2021[23].
- Łucka City, ul. Łucka 15 (do 2009 najwyższy budynek mieszkalny w Polsce, na forum Skyscrapercity.com wybrany najbrzydszym wieżowcem w Warszawie)[24][25].